# Черна (окръг Тулча)
Вижте пояснителната страница за други значения на Черна.
Черна е село в Окръг Тулча, Северна Добруджа, Румъния. Черна е център на община Черна, в която влизат още три селища. Значителна част от населението на селото се състои от мъгленорумъни.

## История
Черна е старо българско селище в Добруджа. Стилиян Чилингиров пише в 1918 година:
| „ | Някои от тях [българските села в Добруджа] в културно отношение не само могат да се поставят непосредно след Тулча, но могат и да се смятат като културни средища, изиграли почти равнозначуща роля с тая на добруджанската столица. Като такива смело могат да се посочат селата Долно Чамурлии, Касапкьой, Башкьой и Черна, особено първите две села, които най-напред отхранват доморасли просветни деятели: попове и учители, поели скоро в ръцете си просветата почти на цяла централна Добруджа. Едно село само не им отстъпва в това отношение - с. Алмалии, което се е числяло в турско време повече към Силистра, отколкото към градовете на Северна Добруджа. | “ |

Селото попада в Румъния в 1879 година. През 1916 година след намесата на Румъния в Първата световна война на страната на Съглашението, Черна е освободено от част на българската армия. В 1917 година Петър Карчев, военен кореспондент на 4-та дивизия, посещава Черна и пише:
| „ | Селото Черна беше населено преимуществено с българи, както затова впрочем може да се съди и от името му. Имаше в него и румънско население, но болшинството се състоеше от стари преселници българи откъм Еленския и Котленския край, както и от Ямболско и Провадийско.. Дедите на сегашнте жители на Черна дошли близо до дунавската делта още през 1806 г. Заселили се първоначално в Бесарабия и след това прехвърлили отново Дунав, и се установили в разни места на Добруджанската равнина. Къщата, в която щях да преспя тази вечер, беше не само българска, но и роден дом на големия румънски лирик - най-голям след Еминеску - Панайот Черна. | “ |

Българското население на Черна се изселва в България съгласно Крайовската спогодба в 1940 година. Част от преселилите се в България жители на селото се настаняват в селището Нова Черна.През годините с Нова Черна е имало няколко имена Смил и Джедит, Исмил Мюслим, Тюрк смил.Но през 1942 г. е преименувано на Нова Черна и се намира в общ.Тутракан.От село Черна изцяло се заселват Българи в с Тертер общ.Кубрат а тогава се е водело Тутраканска околия със старо име Кованджилар.Населени са и много други села пак от Черна,като Сяново (до Нова Черна ) Райнино,Стефан Караджа,Белица,Бреница,Кочмар Добричко,Жегларци и много други,и като се има предвид ,че и доста са останали поради смесени бракове с румънци или румънки.

## Личности
Родени в Черна
- Жеко Енчев Йорданов (1921 – 1944), български военен деец, подофицер, загинал през Втората световна война[5]
- Йордан Великов Карапетров (1910 – 1944), български военен деец, подофицер, загинал през Втората световна война[6]
- Йордан Петков Гурбанов (1923 – 1944), български военен деец, подофицер, загинал през Втората световна война[7]
- Панайот Черна (1881 – 1913), румънски поет от български произход
- Симеон Радев (1847 – 1868), български революционер, четник на Хаджи Димитър и Стефан Караджа[8]

Починали в Черна
- Теодор Минда (1911 – 1982), мъгленорумънски поет

Други
- Симеон Пеев, дарител на селото през 1917 година, младши подофицер родом от Крушево в Македония